# Dariusz Byczkowski
Dariusz Paweł Byczkowski (ur. 22 marca 1966 w Brzegu) – polski historyk, polonista, kulturoznawca i muzealnik, samorządowiec, doktor nauk humanistycznych, wiceprzewodniczący Sejmiku Opolskiego VI kadencji. Od 2017 dyrektor Muzeum Piastów Śląskich w Brzegu.

## Życiorys
Urodził się i dorastał w Brzegu. Absolwent Zespołu Szkół Rolniczych im. Władysława Reymonta w Żłobiźnie pod Brzegiem. Następnie ukończył polonistykę na Uniwersytecie Opolskim. Po ukończeniu studiów rozpoczął pracę jako nauczyciel w II Liceum Ogólnokształcącym im. Z. Herberta w Brzegu, z czasem awansował i został dyrektorem tej placówki. W 2016 został wicedyrektorem opolskiego oddziału Agencji Restrukturyzacji i Modernizacji Rolnictwa. W międzyczasie ukończył studia z wiedzy o kulturze w Instytucie Badań Literackich Polskiej Akademii Nauk, a także studia doktoranckie z historii na Uniwersytecie Opolskim. W 2017 został powołany przez Ministra Kultury i Dziedzictwa Narodowego prof. Piotra Glińskiego na stanowisko dyrektora Muzeum Piastów Śląskich w Brzegu, na stanowisku tym zastąpił przechodzącego na emeryturę Pawła Kozerskiego.
Dariusz Byczkowski nieprzerwanie od 2006 zasiada z ramienia PiS w Sejmiku Województwa Opolskiego, gdzie obecnie pełni funkcję wiceprzewodniczącego, w latach 1998–2002 był członkiem Zarządu Miasta Brzeg.

## Odznaczenia
- Brązowy Krzyż Zasługi[6] (2017)